# Cratere Sundman
Sundman è un cratere lunare di 41,04 km situato nella parte nord-orientale della faccia nascosta della Luna.